# Église Saint-Georges de Birżebbuġa

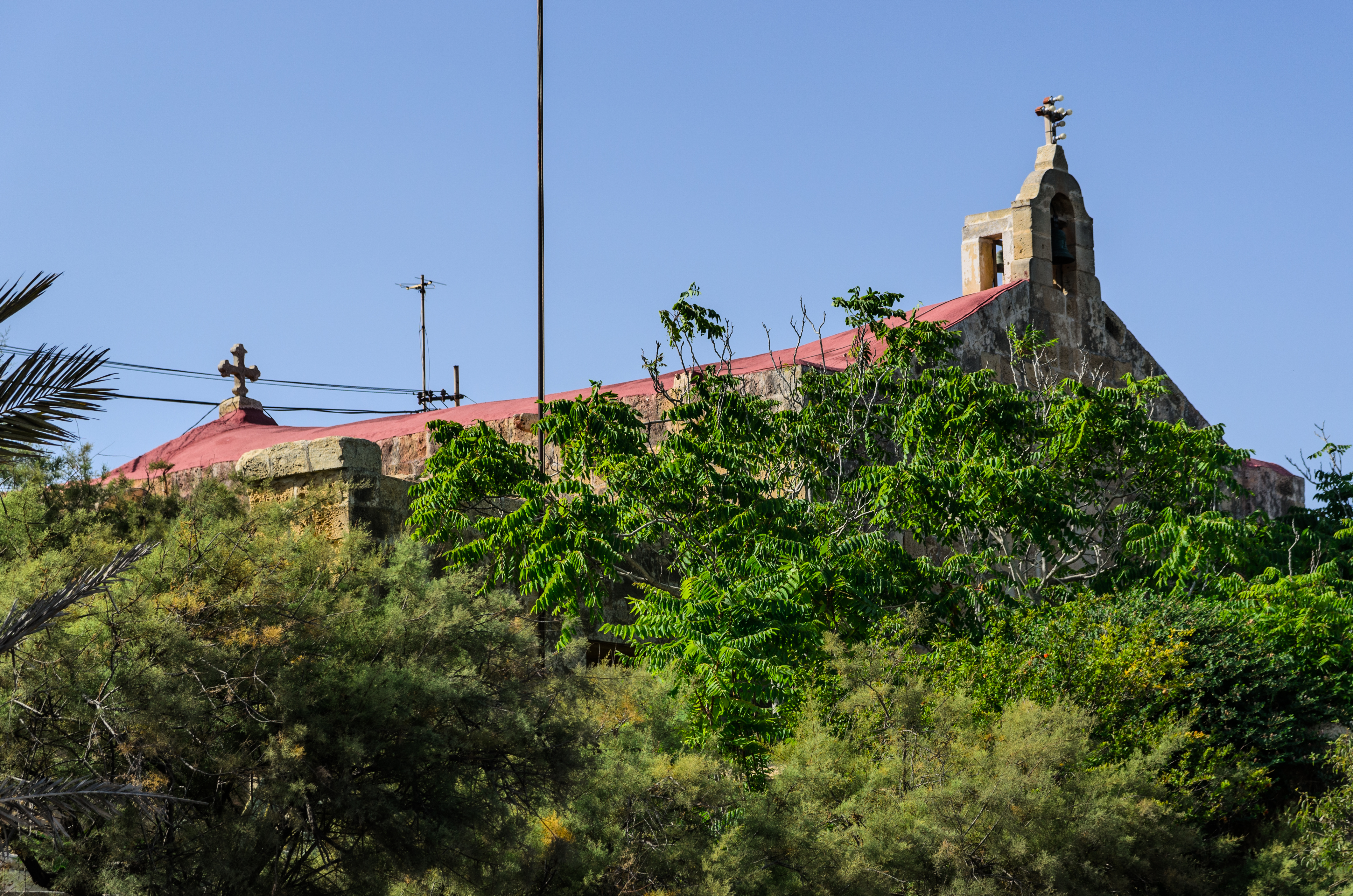
Église Saint-Georges de Birżebbuġa

L'église Saint-Georges est une église catholique située à Birżebbuġa, à Malte.

## Historique
L'existence de l'église est attestée en 1575 mais sa réouverture ne date que de 1683. Aujourd'hui, l'édifice est utilisé par la Société missionnaire de Saint-Paul